# Phylidorea longicornis
Phylidorea longicornis là một loài ruồi trong họ Limoniidae. Chúng phân bố ở miền Cổ bắc.